# Mar de fondo (programa de televisión)
Mar de fondo fue un programa de televisión emitido por TyC Sports y presentado por Alejandro Fantino. Se emitió desde 1999 a 2005 de lunes a viernes después de la medianoche, con una duración de entre una hora a dos.

## Historia
El programa hizo su primera emisión en el año 1999, encabezado por Fantino y con las colaboraciones de Anita Martínez, Gastón Recondo y Luis Rubio. El programa se emitía de lunes a viernes desde las 12 a 1 de la madrugada argentina, aunque a veces extendía su horario dependiendo de la emisión. Desde su comienzo el programa se caracterizó por informar y hablar acerca del fútbol internacional, y más tarde fue virando a la cultura, como la música y el deporte en Argentina, virando a un programa de entretenimiento. Al programa se sumaron más tarde Marcelo Palacios y Toti Ciliberto. El programa se destacó por no tener un guion establecido, sino la espontaneidad de su programación como la de las visitas y fue denominado por Página/12 como "lo más parecido a un vestuario de futbol".

## Invitados
- En 2002, el programa contó con la presentación de Las Leonas, encabezadas por Luciana Aymar y María Cecilia Rognoni.[8]
- En 2003, tuvo la protagonización estelar de Pappo, también en ese año se presentaron personajes como Guillermo Barros Schelotto, Clemente Rodríguez, Diego Cagna, Rolando Schiavi, entre otros.
- En 2004, participaron personajes como Chaqueño Palavecino, Los Nocheros, Iván Noble, Ariel Garcé, Fabián Vargas, Cristian Traverso entre otros. A finales de ese año precisamente en el programa del 15 de diciembre, Diego Armando Maradona, apareció en el programa de sorpresa que encabezaba la visita de Ariel Ortega.[9]
- En 2005, participaron del programa Lionel Scaloni y Carlos Mac Allister en conjunto, en un programa que se destacó porque se rumoró que Scaloni era hincha de Boca Juniors.[10][11] También, los en ese entonces debutantes en el futbol Kun Agüero, Fernando Cavenaghi y Pablo Zabaleta, bandas como Rata Blanca, Kapanga, deportistas como Juan María Traverso. En ese año se volvió a presentar Diego Armando Maradona en solitario, y en ese mismo programa apareció el astro argentino Guillermo Vilas.[12]